# Margaret Price
Dame Margaret Berenice Price (Blackwood, 13 aprile 1941 – Ceibwr Bay, 28 gennaio 2011) è stata un soprano gallese.

## Biografia
Ha studiato da mezzosoprano al Trinity College of Music con Charles Kennedy Scott, cantando per un breve periodo con gli Ambrosian Singers, con i quali ha inciso la colonna sonora del film El Cid.
Nel 1962 debutta alla Welsh National Opera come Cherubino nelle Nozze di Figaro venendo accettata, non senza fatica, come mezzosoprano di copertura alla Royal Opera House. L'anno successivo sostituisce l'indisposta Teresa Berganza, ancora nei panni di Cherubino: la sua esibizione desta sensazione. Il compositore James Lockhart la convince a riprendere gli studi per rinforzare la sua tecnica e sviluppare un vero registro acuto, scoprendosi così soprano lirico dalla voce estesa, duttile, morbida e luminosa.
Fino al 1999, anno del ritiro, si è distinta come cantante mozartiana (Contessa Almaviva, Donna Anna, Fiordiligi, Pamina, Kostanze), dedicandosi anche al repertorio verdiano (Aida, Desdemona, Amelia, Elisabetta di Valois), straussiano (Ariadne) e al verismo (Adriana Lecouvreur). Ha raggiunto anche ottimi risultati come cantante di Lieder e come soprano solista nella Messa di requiem di Verdi.
Dopo aver vissuto fino al 1999 a Colonia, è tornata a vivere in Galles, a Ceibwr Bay, nei pressi di Cardigan, dove ha avviato un allevamento di Golden retriever.
È deceduta all'età di 69 anni a causa di un arresto cardiaco.

## Repertorio
| Ruolo                                   | Titolo                        | Autore           |
| --------------------------------------- | ----------------------------- | ---------------- |
| Marzelline                              | Fidelio                       | Beethoven        |
| Norma                                   | Norma                         | Bellini          |
| Tytania                                 | A midsummer night's dream     | Britten          |
| Tatiana                                 | Evgenij Onegin                | Čajkovskij       |
| Adriana Lecouvreur                      | Adriana Lecouvreur            | Cilea            |
| Konstanze                               | Die Entführung aus dem Serail | Mozart           |
| Barbarina Cherubino Contessa d'Almaviva | Le nozze di Figaro            | Mozart           |
| Donna Anna Zerlina                      | Don Giovanni                  | Mozart           |
| Fiordiligi                              | Così fan tutte                | Mozart           |
| Pamina                                  | Die Zauberflöte               | Mozart           |
| Liù                                     | Turandot                      | Puccini          |
| Salomè                                  | Salome                        | Strauss          |
| Primadonna/Ariadne                      | Ariadne auf Naxos             | Strauss          |
| Cathleen                                | Riders to the Sea             | Vaughan Williams |
| Giovanna d'Arco                         | Giovanna d'Arco               | Verdi            |
| Amelia Grimaldi                         | Simon Boccanegra              | Verdi            |
| Amelia                                  | Un ballo in maschera          | Verdi            |
| Elisabetta di Valois                    | Don Carlo                     | Verdi            |
| Aida                                    | Aida                          | Verdi            |
| Desdemona                               | Otello                        | Verdi            |
| Nannetta                                | Falstaff                      | Verdi            |
| Un paggio                               | Lohengrin                     | Wagner           |
| Isolde                                  | Tristan und Isolde            | Wagner           |
| Agathe                                  | Der Freischütz                | Weber            |

## Discografia parziale

### Opere
| Anno | Titolo Ruolo                           | Cast                                             | Direttore      | Casa                |
| ---- | -------------------------------------- | ------------------------------------------------ | -------------- | ------------------- |
| 1970 | Le nozze di Figaro Barbarina           | Geraint Evans, Reri Grist, Teresa Berganza       | Otto Klemperer | EMI                 |
| 1971 | Così fan tutte Fiordiligi              | Yvonne Minton, Luigi Alva, Lucia Popp            | Otto Klemperer | EMI                 |
| 1977 | Otello Desdemona                       | Carlo Cossutta, Gabriel Bacquier                 | Georg Solti    | Decca               |
| 1978 | Don Giovanni Donna Anna                | Bernd Weikl, Stuart Burrows, Sylvia Sass         | Georg Solti    | Decca               |
| 1981 | Tristan und Isolde Isolde              | René Kollo, Kurt Moll, Brigitte Fassbaender      | Carlos Kleiber | Deutsche Grammophon |
| 1982 | Un ballo in maschera Amelia            | Luciano Pavarotti, Renato Bruson, Christa Ludwig | Georg Solti    | Decca               |
| 1984 | Die Zaüberflote Pamina                 | Peter Schreier, Luciana Serra, Kurt Moll         | Colin Davis    | Philips             |
| 1986 | Le nozze di Figaro Contessa d'Almaviva | Thomas Allen, Kathleen Battle, Ann Murray        | Riccardo Muti  | EMI                 |
| 1992 | Turandot Liù                           | Éva Marton, Ben Heppner, Bruno de Simone         | Roberto Abbado | RCA                 |
| 1994 | Ariadne auf Naxos Ariadne              | Sumi Jo, Gösta Winbergh                          | Kent Nagano    | Virgin Classics     |

### Musica Sinfonica
- Beethoven: Symphony No. 9 Op. 125 "Choral" & Choral Fantasy Conclusion - Zubin Mehta/Dame Margaret Price/Emanuel Ax/Jon Vickers/Marilyn Horne/Matti Salminen/New York Choral Artists/New York Philharmonic, 1983/1984 Sony/RCA
- Handel, Messiah - Margaret Price/Hanna Schwarz/Stuart Burrows/Simon Estes/Symphonie-Orchester/Chor Des Bayerischen Rundfunks/Sir Colin Davis, 1985 Philips
- Liszt: 3 Petrarch Sonnets & Lieder - Cyprien Katsaris/Dame Margaret Price, 1999 Warner
- Mahler: Symphony No. 4 in G - Dame Margaret Price/San Francisco Symphony/Edo de Waart, 1982 Universal
- Mendelssohn: Sinfonie No. 2 "Lobgesang" - Dame Margaret Price/Sally Burgess/London Philharmonic Orchestra/Riccardo Chailly, 2003 Philips
- Mozart: Requiem - Dame Margaret Price/Trudeliese Schmidt/Francisco Araiza/Theo Adam/Rundfunkchor Leipzig/Staatskapelle Dresden/Peter Schreier, 2001 Philips
- Margaret Price Sings Mozart, 1994 RCA
- Schubert - The Hyperion Schubert Edition, Vol. 15 – Margaret Price - Schubert & the Nocturne III - Margaret Price/Graham Johnson, 1991 Hyperion
- Strauss Lieder avec piano Sawallisch - Dame Margaret Price, 2011 EMI
- Verdi: Requiem - Dame Margaret Price/London Philharmonic Choir/Jesus Lopez-Cobos/Giuseppe Giacomini/Robert Lloyd/Lívia Budai-Batky/London Philharmonic Orchestra, 2010 LPO
- Wagner, Tristano e Isotta - Kleiber/Price/Kollo/Moll/Götz, 1981 Deutsche Grammophon
- Great Singers Live: Margaret Price - Dame Margaret Price/Munich Radio Orchestra, 2011 BR-Klassik
- Margaret Price Recital - Dame Margaret Price/James Lockhart, 1969 Decca